# Cerivastatina
La cerivastatina (nomi commerciali Baycol e Lipobay) è una molecola appartenente alla classe delle statine utilizzata per ridurre i valori di colesterolemia e la prevenzione di alcune malattie cardiovascolari. In Italia il farmaco era venduto dalla società farmaceutica Bayer con il nome commerciale di Lipobay. Il farmaco venne ritirato dal commercio nell'agosto 2001 con una decisione autonoma della ditta produttrice, che non ne informò le autorità regolatorie causando così disorientamento di medici e pazienti, e problemi nella gestione dei trattamenti in corso. Il ritiro fu legato alla evidenza di numerose morti "sospette" associate all'uso di cerivastatina, in particolare in associazione con gemfibrozil.
Un decesso fu registrato anche in Italia, a Bologna. La vicenda giudiziaria si concluse con l'assoluzione dei medici che avevano prescritto il farmaco alla vittima e di una guardia medica.

## Storia
La Cerivastatina venne introdotta quasi contemporaneamente sul mercato europeo (nell'aprile 1997 nel Regno Unito) ed in quello degli USA (nel gennaio 1998).
I primi studi indicavano che meno dell'1% dei pazienti trattati con cerivastatina alla dose di 0.4 mg/die potevano andare incontro ad un aumento delle transaminasi epatiche 3 volte oltre i valori normali, oppure della creatinfosfochinasi (CPK) anche 5 volte i valori di norma. Il farmaco veniva comunque ritenuto un efficace inibitore della HMG-CoA reduttasi, sicuro e ben tollerato.
Fin dai primi mesi di commercializzazione iniziarono le prime segnalazioni di possibile elevazione della CPK e di comparsa rara di miopatia e rabdomiolisi.
Durante la fase di sorveglianza post-marketing iniziarono ad essere riportati alcuni casi mortali, principalmente dovuti a rabdomiolisi ed insufficienza renale acuta.

Sulla base delle prime reazioni avverse da farmaci (ADR, Adverse Drug Reaction) Bayer e le autorità di vigilanza iniziarono a modificare il foglio di avvertenze del farmaco segnalando che. "...anche se tali eventi risultano associati temporalmente con l'uso di cerivastatina, una relazione causale non può essere facilmente determinata a causa della natura spontanea dei reports e la mancanza di controlli: epatite, miosite, rabdomiolisi talora associata a insufficienza renale (molti casi con uso concomitante di gemfibrozil), orticaria, angioedema, disturbi visivi".

Solo nel dicembre 1999, a circa 2 anni di distanza dalla commercializzazione su richiesta della Bayer la Food and Drug Administration (FDA) aggiunse alla sezione controindicazioni la frase: "L'uso combinato di cerivastatina e gemfibrozil è controindicato a causa dell'elevato rischio di rabdomiolisi e l'uso concomitante non dovrebbe verificarsi in nessun caso".
Nei primi mesi del 2001 su richiesta Bayer alcune agenzie europee del farmaco iniziarono una procedura di variazione per l'inserimento di una analoga controindicazione.

A maggio 2001 FDA inviò ai medici una Dear doctor letter per informarli su intervenute modifiche dei dosaggi e delle condizioni d'utilizzo della statina.

Il giorno 8 agosto 2001 Bayer attraverso un "Important Drug Warning" rivolto ai medici decise di ritirare il farmaco dal commercio in tutti quei paesi in cui risultava essere commercializzato anche gemfibrozil.
 Nella sua lettera ai medici Bayer affermava che "La rabdomiolisi è un evento avverso serio e potenzialmente fatale di tutte le statine anche in monoterapia (...) ma che il rischio incrementa significativamente con l'uso concomitante di gemfibrozil". Bayer affermava quindi di aver attivato tutta una serie di azioni informative nei confronti del personale sanitario ma che "nonostante le comunicazioni di Bayer contro questa pratica la co-prescrizione di cerivastatina e gemfibrozil era continuata" e che pertanto la compagnia farmaceutica aveva ritenuto di ritirare dal commercio cerivastatina in tutte le sue forme e dosaggi.

## Cerivastatina e rabdomiolisi
La miopatia e la più rara e grave rabdomiolisi sono considerati eventi avversi tipici della terapia con la classe di farmaci nota come statine, o meglio gli inibitori dell'enzima idrossimetilglutaril–coenzima A reduttasi.

Tuttavia l'uso concomitante di ogni farmaco che determini un incremento delle concentrazioni plasmatiche delle statine, farmaci inibitori di alcuni isoenzimi del citocromo P450 come ad esempio gemfibrozil, può comportare un notevole incremento del rischio di miopatia. Questo effetto era noto fin dagli anni 90 a seguito di alcune segnalazioni alla FDA sull'uso concomitante di gemfibrozil e lovastatina o di simvastatina
Uno studio del 2002 dimostrò che in ogni caso la comparsa di rabdomiolisi fatale risultava essere un evento estremamente raro tra coloro che utilizzano statine, con un tasso di decessi molto inferiore ad 1 ogni milione di prescrizioni. Questo tasso è sostanzialmente sovrapponibile a tutte le statine: la media di report era infatti di 0,15/milione di prescrizioni con alcune differenze significative tra le diverse statine.

Si andava infatti dai 0,04 decessi segnalati per pravastatina, ai 0,12 di simvastatina, ai 0,19 di lovastatina ed infine ai 3,16 decessi di cerivastatina. In altre parole il tasso di rabdomiolisi fatale associata alla terapia con cerivastatina, risultava essere da 16 ad 80 volte più elevato che con le altre statine.
Escludendo i decessi collegati a terapia di associazione (cerivastatina+gemfibrozil) il tasso di rabdomiolisi fatale in soggetti in monoterapia con cerivastatina sembrava comunque attestarsi a 1,9 per milione di prescrizioni, cioè da 10 a 50 volte più elevato rispetto ad altre statine.

## La lezione della cerivastatina
La storia della cerivastatina purtroppo dimostra che per anni i normali sistemi di allerta non sono stati presi in considerazione dai medici prescrittori.
Prima del ritiro dal commercio della molecola (agosto 2001) le segnalazioni di eventi avversi causati dal farmaco erano state in totale 4.  Entro la fine del mese le segnalazioni divennero 71, la stragrande maggioranza (67) inviate all'organismo di farmacovigilanza solo dopo il ritiro della molecola.

Quest'ultimo aspetto sottolinea quanto sia grave il problema della sottosegnalazione in Italia e scarsa la sensibilità degli operatori sanitari nei riguardi di questa problematica.
Le autorità del farmaco in tutta Europa sono ancora oggi alla ricerca di adeguati strumenti di farmacovigilanza, cercando di tradurre in un linguaggio comprensibile, le conoscenze sulla sorveglianza epidemiologica delle reazioni avverse da farmaci e sul rapporto rischio/beneficio dei trattamenti, in considerazione di una certa scarsa efficacia degli strumenti fino ad oggi adottati.